# Pruflas

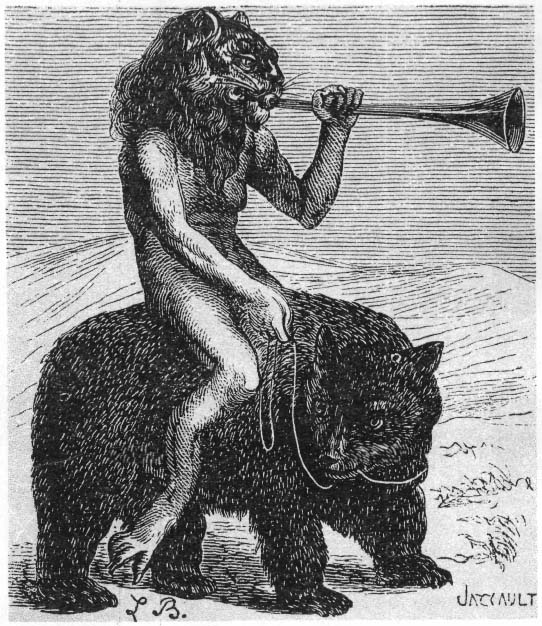
Ilustração de Pruflas do Dictionnaire Infernal (edição de 1863), correspondente à imagem de Purson no Ars Goetia de Mathers.

Na demonologia, inclusive na Pseudomonarchia Daemonum de Johann Weyer, Pruflas (também grafado/conhecido como Bufas) é o Grande Príncipe e Duque do Inferno, que tem vinte e seis legiões de demônios sob seu comando. Ele provoca e promove discussões, discórdia e falsidade e nunca deve ser admitido em nenhum lugar. Quando invocado pelo mágico, ele dá respostas às perguntas de forma generosa ao mesmo.
Ele é descrito como uma chama que sai de fora da Torre de Babel, onde ele costuma residir, e às vezes sua cabeça é a de um falcão.
Este demônio não é listado na Ars Goetia da Chave Menor de Salomão.

## Na cultura popular
Pruflas é também um personagem de um videogame chamado [[Ogre Battle 64: Person of Lordly Caliber]]. Pruflas Watts é um Cavaleiro da Ordem de Caliginous, com o objetivo de liberar o poder "final" do Templo de Berthe. Na história do jogo, Pruflas é morto pelos Cavaleiros Azuis, um grupo de personagens controlado pelo jogador.